# Мадонский уезд
Ма́донский уезд (латыш. Madonas apriņķis) — бывшая административная единица Латвийской Республики (1925—1940), затем в составе Латвийской ССР (1940/1944—1949). Сформирован в 1925 году, в ходе административно-территориальной реформы.
По состоянию на начало 1940 года, Мадонский уезд состоял из 2 городов (Мадона и Гулбене) и 41 волости..